# Лага, Виктор Андреевич
Виктор Андреевич Лага (укр. Віктор Андрійович Лага; род. 15 ноября 1953, Хабаровск) — украинский политик и предприниматель. Глава Деснянского района Киева (2002—2006). Член партии «Единство». Депутат Киевского городского совета XXII и XXIII созывов. Кандидат политических наук.

## Биография
Родился 15 ноября 1953 года в Хабаровске. С 1969 года проживает на Украине.
Окончил Киевский торговый техникум. После чего стал заместителем заведующего магазина в Печерском районе Киева. Тогда же поступил в Киевский национальный торгово-экономический институт по специальности «товароведение и организация торговли продовольственными товарами». Параллельно с учёбой заведовал магазином и являлся начальником цеха в Днепровском ОРПК. Окончив институт в 1980 году, стал заведующим торговым отделом исполкома Ленинского районного Совета народных депутатов.
С 1982 по 1986 год — начальник отдела торговли Главного управления торговли Киева. После этого в течение года был начальником отдела организации торговли Украинского республиканского оптово-розничного объединения «Спорттовары». В 1987 году стал начальником отдела продтоваров аппарата Министерства торговли СССР. С 1988 по 1990 год — директор гастронома в Ватутинском районе.
С 1990 по 1996 год являлся заместителем председателя исполкома Ватутинского райсовета народных депутатов. На парламентских выборах 1998 года баллотировался по 218 округу, однако избран не был. С 1998 по 2002 год занимал должность первого заместителя председателя Ватутинской райгосадминистрации.
7 сентября 2001 года Президент Украины Леонид Кучма назначил Лагу главой районной государственной администрации Деснянского района Киева. В 2002 году баллотировался в Верховную раду от партии «Единство» по 214 округу, но также избран не был. 9 июня 2006 года Президент Украины Виктор Ющенко освободил Лагу от должности главы РГА. Являлся депутатом Киевского городского совета XXII и XXIII созывов
В 2006 году окончил Одесскую национальную юридическую академию по специальности «политические институты и процессы». Кандидат политических наук.
С 2007 года председателя правления в компании «Лигнит». Предприятие занимается добычей бурого угля в Закарпатской области. Первоначально компания продавала уголь на внутреннем рынке, а затем стала его экспортировать за границу.

## Награды и звания
- Заслуженный работник сферы услуг Украины[2]
- Почётная грамота Кабинета министров Украины (18 декабря 2003)[8]
- Нагрудный знак «Знак Почёта» (Киев)[9]

## Семья
Супруга — Надежда Владимировна. Сын — Андрей.